# Fluda angulosa
Fluda angulosa är en spindelart som beskrevs av Simon 1900. Fluda angulosa ingår i släktet Fluda och familjen hoppspindlar. Inga underarter finns listade i Catalogue of Life.